# Drypetes longistipitata
Drypetes longistipitata là một loài thực vật có hoa trong họ Putranjivaceae. Loài này được P.T.Li mô tả khoa học đầu tiên năm 2000.